# Il gabbiano di sale
Il gabbiano di sale è un romanzo dell'autore italiano Franco Scaglia del 2004.
Costituisce la prima parte di una trilogia che comprende anche il romanzo precedente Il custode dell'acqua e il successivo L'oro di Mosè.

## Trama
Padre Matteo, da poco nominato Custode di Terrasanta dopo la morte del suo predecessore, viene condotto a Qumran dal funzionario dei servizi segreti israeliani Nadav Gruber affinché identifichi un cadavere ripescato dal Mar Morto, rivestito di un saio francescano. Padre Matteo, a cui il corpo ricorda un gabbiano nero, non lo riconosce. Prima di riaccompagnarlo a Gerusalemme, Gruber lo porta in un deposito dove si trovano le carcasse degli autobus coinvolti in attentati terroristici e gli racconta la sua storia personale: di formazione musicista come suo padre, un famoso direttore d'orchestra, era entrato nell'intelligence dopo che questi era stato ucciso in circostanze ambigue.
Padre Matteo viene invitato a Gaza per esaminare alcuni mosaici rinvenuti nel corso di scavi archeologici. Tra le persone che incontra vi sono una studentessa cristiana della locale università e la sua amica musulmana Fatima, che gli parlano delle difficili condizioni in cui vivono i Palestinesi. Rientrato alla Custodia, padre Matteo si consulta con diversi suoi collaboratori, come il tedesco padre Bernardo, il francese padre Benjamin, l'italiano padre Giancarlo e l'argentino padre Vidigal. Con quest'ultimo assiste, in un teatro di Gerusalemme, a una rappresentazione in cui Fatima e la sua amica interpretano un'allegoria del rapporto tra Ebrei e Palestinesi. Qualche giorno dopo, Gruber va a fargli visita perché Fatima è morta da terrorista, e vuole accertarsi dei rapporti tra il frate e la giovane palestinese.
Dal canto suo, padre Matteo ha l'idea di organizzare un concerto per la pace nel teatro romano di Gerasa, e s'incontra con le varie autorità religiose della città santa per sondarne la disponibilità. Il patriarca cattolico melchita Lahan, il Gran Muftì Suleiman Rantisi e il rabbino capo Moshe Halevy accolgono favorevolmente la sua proposta; il patriarca greco-ortodosso Alekos, invece, lo tratta molto freddamente davanti ai vescovi suoi sottoposti.
Per cercare di saperne di più sul caso del "gabbiano nero", padre Matteo si reca in Giordania per consultare lo Sceicco, un suo conoscente con agganci in ogni dove, che però appare reticente quando gli viene mostrata la foto del cadavere. Prima di tornare a Gerusalemme si ferma a pernottare sul Monte Nebo dove anni prima aveva diretto degli scavi ed era entrato in stretto contatto con i cristiani del posto.
Padre Matteo incontra di nuovo Gruber, che gli comunica che il cadavere apparteneva a un informatore dei servizi segreti, un armeno di nome Igor Ter Ovanesian, ucciso probabilmente per un regolamento di conti. Il francescano però vuole saperne di più e si reca nel quartiere armeno della città vecchia. Il prelato con cui parla gli consiglia di cercare il liutaio Kaciaturian, ce gli racconta di quando suo padre fuggì da Smirne nel 1922 "con il prezioso violino del nonno e il suo inseparabile Igor Ter Ovanesian", che si rivela essere una marionetta; padre Matteo capisce allora che Gruber l'ha ingannato. La mattina dopo, al convento, trova l'amica di Fatima, che gli rivela di conoscerlo da lungo tempo: infatti è la figlia del guardiano del Monte Nebo, che lo stesso frate ha battezzato col nome di Fragranza. Stupito dalla rivelazione, le accorda ospitalità per alcuni giorni. Apprende poi da padre Giancarlo che padre Bernardo è irreperibile e riceve la richiesta d'aiuto del rabbino Halevi in favore della figlia Chayie, sposata con Chaim, un uomo vizioso e giocatore d'azzardo che rifiuta di concederle il divorzio. Incontrando ancora Gruber, gli rimprovera il suo bluff: questi deve allora confessare che il "gabbiano nero" era un informatore arabo israeliano, Omar Rabbo. Ai due uomini si palesa poi Fragranza la quale, per nulla intimorita, difende le proprie idee anche di fronte al funzionario ebraico. Padre Matteo fa poi un giro un automobile col patriarca Alekos, il quale si scusa per il suo comportamento precedente e gli assicura l'appoggio al concerto per la pace.
Gruber informa padre Matteo che Rabbo è stato ucciso perché a conoscenza si un traffico illegale di oggetti artistici orchestrato da Visser, un tedesco affiliato alle organizzazioni palestinesi, e lo conduce a un indirizzo contenuto nell'ultima lettera della vittima, giunta a Gruber dopo la sua morte. Padre Matteo si ritrova davanti, pistola in pugno, il suo confratello Bernardo, che si rivela essere Visser e viene abbattuto da Gruber quando tenta di uccidere il Custode. Questi scopre poi che Fragranza se n'è andata avendo lasciato una lettera nella quale ha scritto che soffre di una grave patologia agli occhi e che deve sottoporsi a un'operazione che – spera – le salverà la vista. Padre Matteo torna dallo Sceicco, che gli dice di conoscere Fragranza e che Visser trafficava in oggetti d'arte gandharica trafugati dall'Afghanistan durante il regime dei Talebani.
Al convento, padre Matteo trova una busta contenente una fotografia risalente alla Seconda guerra mondiale e un invito a recarsi all'ospedale italiano di Kerak, dove l'anziana madre superiora le racconta una storia di sessant'anni prima: in quel periodo si trovavano a Roma due spie ebree degli Alleati, con nome in codice Rosencrantz e Guildenstern. Rosencrantz, mentre si trovava all'ospedale Fatebenefratelli sull'Isola Tiberina, fu notato dal tenente Schutz delle SS. La giovane cantante lirica Lucia, all'epoca fidanzata di Rosencrantz, agì con le sue arti femminili su Schutz per salvare il suo innamorato, il cui vero nome era Bruno Gruber e sarebbe poi divenuto il padre di Nadav: ella invece, dopo il conflitto, prese i voti e andò a lavorare all'ospedale di Kerak. Anni dopo rincontrò Schutz, divenuto un facoltoso mercante d'arte, che da allora fece generose donazioni all'ospedale. Padre Matteo si ritrova davanti l'antico nazista, che gli confida di sapere delle morti di Rabbo e di Visser, di aver agevolato il traffico delle opere d'arte del Gandhara per salvarle dalla distruzione, di essere stato lui a investire con l'auto Bruno Gruber uccidendolo e di avere un male incurabile. Ciononostante, il francescano non si sente di dargli l'assoluzione dai peccati.
Mentre fervono i preparativi per il concerto per la pace, lo Sceicco conferma a padre Matteo che ad uccidere Rabbo è stato Visser, gli assicura che cancellerà il debito che Chaim ha col casinò di Gerico (cosa che permetterà a Chayie di ottenere il divorzio) e gli rivela che pagherà lui l'operazione di Fragranza.

## Edizioni
- Franco Scaglia, Il gabbiano di sale, Casale Monferrato, Piemme, 2004, ISBN 88-384-8175-X.
- Franco Scaglia, Il gabbiano di sale, Milano, Mondolibri, 2005.
- Franco Scaglia, Il gabbiano di sale, in Il custode di Terra Santa. La trilogia di padre Matteo, Casale Monferrato, Piemme, 2007, ISBN 8838474184.